# Cristina Ruiz Sandoval
Cristina Ruiz Sandoval (Ciudad de México, 23 de octubre de 1972), es una política mexicana afiliada al Partido Revolucionario Institucional (PRI). Actualmente es Senadora de la República en la LXVI Legislatura.  Fue candidata a Diputada Local por el Distrito XXX con cabecera en Naucalpan de Juárez para las Elecciones estatales del Estado de México de 2009. 
En sus inicios trabajó como abogada en distintos bufetes jurídicos, del año 1998 al 2000 fue Coordinadora de Derechos Humanos en la Subprocuraduría de Justicia del estado de México en Tlalnepantla de Baz y posteriormente fungió 9 años como Juez del Registro Civil en Naucalpan.  
A su paso por el Gobierno Federal, fungió como Coordinadora Regional para la Zona Centro en el Instituto Nacional de la Infraestructura Física Educativa (INIFED) para el Programa Nacional de Bebederos Escolares; teniendo en su responsabilidad las entidades federativas del Estado de México, Ciudad de México, Puebla, Hidalgo, Morelos y Tlaxcala; y como Coordinadora de Programación e Instrumentación del mismo instituto.  
Asimismo fue Delegada especial del Comité Ejecutivo Nacional del PRI en el estado de Nuevo León. Para lo cual, durante el proceso de elección de la nueva dirigencia del Comité Directivo Estatal del PRI Nuevo León para el periodo 2016 - 2020, fue Presidenta Provisional del CDE del Revolucionario Institucional.
Durante la LXII Legislatura (2012-2015), fue Diputada Federal por el Distrito 21 (Naucalpan, Estado de México) donde ocupó la Presidencia de la Comisión de Atención a Grupos Vulnerables, la Secretaría de la Mesa Directiva de la Comisión Permanente y la Secretaría de las Comisiones de Relaciones Exteriores y Población. Integrando de igual forma, las Comisiones de Derechos Humanos, Jurisdiccional y Protección Civil. Y desempeñándose como la representante del Congreso de la Unión ante la Confederación Parlamentaria de las Américas (COPA).
De 2009 a 2012 obtuvo la diputación local del Distrito XXX de Naucalpan, Estado de México. Donde fungió como Vicepresidenta del Congreso del Estado de México. Durante diez años se desempeñó como Oficial del Registro Civil en el mismo municipio y anteriormente fungió como Coordinadora de Derechos Humanos en la Subprocuraduría de Justicia con sede en Tlalnepantla.

## Orígenes y estudios
Nacida de la Ciudad de México, sin embargo, desde muy pequeña llegó a Naucalpan de Juárez, Estado de México, municipio en el que ha vivido toda su vida, sus padres y abuelos son originarios de San Mateo Nopala.
Es Licenciada en Derecho por la Universidad del Valle de México, donde también realizó Diplomados en materia de Amparo y Criminalística. Asimismo, es maestra en Derecho Fiscal por la Universidad Humanitas Escuela Superior de Leyes y Negocios y es Doctorante en Administración Pública por el INAP México.

## Trayectoria Legislativa

### Diputada local del Estado de México
Se desempeñó como diputada local en el Congreso del Estado de México durante la LVII Legislatura de 2009 al 2012. Las elecciones para diputados locales se celebraron el 5 de julio de 2009. 
Cristina Ruiz logró la victoria para el PRI luego de 16 años de victorias panistas en el Distrito electoral local 30 del Estado de Méxco, obteniendo 62,797 votos, seguida del candidato del PAN, con 54,992. El tercer lugar lo obtuvo el PRD, con 8,127 votos. Fungió como Vicepresidenta de la Mesa Directiva y Secretaria Ejecutiva Confederación Parlamentaria de las Américas (COPA) y Secretaria de la Comisión Especial para la Protección de los Datos Personales.

### Diputada Federal

#### LXII Legislatura
Durante el período 2012-2015 fue Diputada Federal por el distrito electoral federal 21 en Naucalpan. Las elecciones federales se celebraron el 1 de julio de 2012, en las que Cristina se presentó como candidata a Diputada Federal por el Distrito 21, de Naucalpan, Estado de México bajo el eslogan "Tengo ganas". Cristina obtuvo 59,673 votos, la máxima votación para un candidato priista desde la creación del Instituto Federal Electoral en ese Distrito y el mayor número de sufragios de todo el municipio del proceso 2012. El 6 de julio recibió la constancia de mayoría que acredita su triunfo. A finales de agosto de ese mismo año rindió protesta como Diputada Federal.
Durante esa Legislatura, la Diputada Cristina Ruiz formó parte de varias comisiones importantes como Presidenta de la Comisión de Atención a Grupos Vulnerables, así como Secretaria de la Comisión de Relaciones Exteriores y Secretaria de la Mesa Directiva de la Comisión Permanente para el Segundo Receso del Tercer Año de la LXII Legislatura.

#### LXV Legislatura
Tras las elecciones del 2021 fue designada Diputada Federal de Representación Proporcional para la LXV Legislatura, donde fungió Secretaria de la Comisión de Reforma Política Electoral. Fue Secretaria de la 3ª comisión de Trabajo de Hacienda y Crédito Público, Agricultura y Fomento; Comunicaciones y Obras Públicas.
Fue integrante de las Comisiones de Relaciones Exteriores, Vigilancia de la Auditoria Superior de la Federación y Puntos Constitucionales. De mayo a agosto de 2024, formó parte de la Comisión Permanente del H. Congreso de la Unión e integrante de la Segunda Comisión de Relaciones Exteriores, Defensa Nacional y Educación Pública.

### Senadora de la República
Desde el 1 de septiembre de 2024 es Senadora de la República en la LXVI Legislatura por lista nacional. 

## Iniciativas legislativas
- Proyecto de decreto que reforma el artículo 4° de la Constitución Política de los Estados Unidos Mexicanos, en la cual propuso prever que toda persona tiene derecho al acceso y a la protección de la salud, con la garantía de recibir el suministro básico de medicamentos (2013).

- Proyecto de decreto que reforma el artículo 17 de la Ley de los Derechos de las Personas Adultas Mayores, donde propuso adicionar que la SEP garantizará la inducción de una cultura de respeto de los derechos humanos fundamentales de las personas adultas mayores (2015).

- Proyecto de decreto por el que reforma y adiciona diversas disposiciones de la Ley General de Acceso de las Mujeres a una Vida Libre de Violencia (2021), en el cual se propone establecer la implementación de protocolos y señales de alerta, que permitan identificar y brindar auxilio oportuno a víctimas de violencia, o en riesgo de sufrirla.

- Proyecto de decreto que adiciona un artículo 20 Bis a la Ley General para la Inclusión de las Personas con Discapacidad, en donde propone implementar acciones y programas que permitan el acceso gratuito y universal de las personas con discapacidad al servicio de transporte público (2022).

- Proyecto de decreto que reforma los artículos 2º y 2º.- A, de la Ley del Impuesto Especial sobre Producción y Servicios, en la que propone establecer que las tasas y cuotas sobre combustibles automotrices se actualizarán anualmente y entrarán en vigor en dos etapas (2022).

- Proyecto de decreto que reforma diversas disposiciones de la Ley General de Salud, reforma en la que propone agregar que la salud mental y la prevención de las adicciones tendrán carácter prioritario dentro de los presupuestos de egresos (2023).

## Trayectoria partidista
Del 2008 al 2011 fungió como Consejera Política Municipal, Estatal y Nacional del PRI. Un año después, en el 2012 fue nombrada Secretaria de Asuntos Internacionales del Organismo Nacional de Mujeres Priistas. En el 2015 se le designó como Delegada Especial del Comité Ejecutivo Nacional del Partido Revolucionario Institucional en Nuevo León.
En el 2018 fue nombrada Subsecretaria de Activismo Político del Comité Ejecutivo Nacional. Un año más tarde, en 2019 fue Subsecretaria de Organización del CEN del PRI y desde diciembre del mismo año se desempeña como Secretaria General de la Confederación Nacional de Organizaciones Populares (CNOP) del PRI.
Como Secretaria General de la CNOP acompañó a diversos políticos como Carolina Viggiano, Alejandro Aviles y Manolo Jimenez a sus registros com candidatos a las gubernaturas de sus estados, así como durante sus actividades en campaña.
Desde la dirigencia de la CNOP, la Dip. Cristina Ruiz Sandoval ha impulsado una constante defensa de las causas de las clases medias y los sectores populares del país, impulsando programas como “Prepa Popular o mi “Mi Mercadito Popular” en beneficio de la ciudadanía.
Durante su desempeño como líder nacional de la CNOP ha mantenido un alto compromiso con el constante desarrollo y renovación de las dirigencias estatales y municipales del Sector Popular en las entidades federativas de nuestro país.
Además, ha sido Presidenta de la Comisión para la Postulación de Candidaturas del CEN del PRI, Presidenta de la Comisión de Presupuesto y Fiscalización del Consejo Político Nacional del PRI y Coordinadora de la Comisión de Construcción de la Ciudadanía Integral del a COPPPAL.
Desde diciembre de 2024 se desempeña como Presidenta del Partido Revolucionario Institucional en el Estado de México, esto tras la renuncia de Ana Lilia Herrera al cargo.